# Guard
Guard er fællesbetegnelsen for backcourtspillerne i basketball. Der skelnes som regel mellem point guard og shooting guard. Guards adskiller sig fra frontcoutspillerne, som er hhv. small forward, power forward og center, ved som udgangspunkt at spille længere væk fra kurven. En point guard er som regel den mindste spiller og playmakeren på holdet, mens en shooting guard som regel er en god skytte der er placeret på en af fløjene. Hvis man er i stand til at spille begge positioner omtegnes man som en combo guard.